# Jennifer's Body
Jennifer's Body is een horrorfilm met zwarte humor onder regie van Karyn Kusama. De productie ging op 10 september 2009 in wereldpremière op het Toronto Film Festival. Actrice Megan Fox speelde hierin haar eerste hoofdrol. Hiervoor werd ze in 2010 genomineerd voor de Razzie Award voor 'slechtste actrice'.

## Verhaal
Jennifer Check (Megan Fox) is een sexy en populaire cheerleader die aan elke vinger een jongen kan krijgen, waardoor niemand snapt dat ze bevriend is met de muizige Needy Lesnicky (Amanda Seyfried). De twee zijn niettemin al vriendinnen sinds hun kindertijd en Jennifer toont geen initiatief hier verandering in te brengen. Het is ook op haar initiatief dat Needy zich mee laat slepen naar een kleinschalig concert van het onbekende indierockbandje Low Shoulder, dit tot teleurstelling van haar vriendje Chip (Johnny Simmons) die ook plannen had.
Check raakt ter plaatse zwaar onder de indruk van zanger Nikolai Wolf (Adam Brody). De veredelde schuur waarin het concert van Low Shoulder plaatsvindt vliegt echter in brand waardoor er binnen een chaos ontstaat. Needy krijgt Jennifer en zichzelf ongedeerd door een raam naar buiten, waar ook de voltallige rockband veilig aangekomen is. Jennifer laat zich door zanger Wolf uitnodigen in hun busje om tot zichzelf te komen, ondanks de protesten van Needy. De eerstvolgende keer dat ze haar vriendin terugziet, is die van top tot teen bedekt met bloed en behoorlijk verward.
Wanneer Needy de volgende dag in de klas zit komt Jennifer niettemin vrolijk en zelfbewust binnen alsof ze van zich van geen kwaad bewust is. Dat er verschillende van haar medeleerlingen zijn omgekomen in de brand schijnt haar niet te deren. Kort daarop verdwijnt een populaire footballspeler, die totaal aangevreten teruggevonden wordt. Hij blijkt niet het laatste slachtoffer. Want Needy weet vrijwel zeker dat haar vriendin met de moorden van doen heeft, maar weet niet precies hoe de vork in de steel zit totdat Jennifer haar dit persoonlijk komt uitleggen. De leden van Low Shoulder bleken duivelaanbidders die haar (Jennifer) wilden offeren om zichzelf van een succesvolle muziekcarrière te voorzien. Nadat ze haar doodstaken werd Jennifer later onder het bloed wakker, niet wetende wat er aan de hand was. Ze bleek vervolgens vitaal, mooi en sterk te blijven tot ze honger kreeg, waarna ze er vaal en verdord uit ging zien en fysiek zwak werd. Ze ontdekte al snel dat het nuttigen van mensenvlees en -bloed noodzakelijk was om gezond te blijven.
Needy probeert vervolgens in de occulte afdeling van de schoolbibliotheek meer te weten te komen. Daar blijkt dat de leden van Low Shoulder een maagd hadden moeten offeren in hun ritueel, wat Jennifer ondanks haar bewering aan de bandleden niet was. Ze is hierdoor tijdens de offering niet gestorven, maar veranderd in een succubus. Ze leert ook dat ze een succubus kan doden door het hart ervan te doorboren.
Tijdens het schoolbal voelt Needy dat er weer iets gaande is met Jennifer en ze betrapt haar tijdens het aanrandden van haar vriendje in een verlaten zwembad. Ze stort zich op Jennifer en kan die met pepperspray lang genoeg afhouden om haar zwaargewonde vriendje op het droge te krijgen. Jennifer overleeft nog een staaf die door haar buik gestoken wordt, maar gaat er dan verzwakt toch vandoor. Kortelings daarop overlijdt Needy's vriendje alsnog aan zijn verwondingen, waarop ze woedend de jacht op Jennifer opent. Ze valt diens slaapkamer binnen en slaagt er tijdens de daaropvolgende krachtmeting in een mes in Jennifer's hart te steken.
Met het mes nog in de nu dode Jennifer komt Jennifer's moeder de kamer binnen. Needy belandt in de psychiatrie en laat in de instelling ook behoorlijk gestoord gedrag zien. Ze heeft ten gevolge van een beet tijdens het gevecht met Jennifer (succubus) echter wat van diens krachten overgenomen, en die wendt ze nu aan om te ontsnappen. Vervolgens gaat ze de inmiddels beroemde groep Low Shoulder achterna die hun laatste concert zullen geven.

## Rolverdeling
- Megan Fox - Jennifer Check
  - Emma Gallello - Jennifer als kind
- Amanda Seyfried - Needy Lesnicky
  - Megan Charpentier - Needy als kind
- Johnny Simmons - Chip Dove
- Adam Brody - Nicolai Wolf
- J.K. Simmons - Mr. Wroblewski
- Amy Sedaris - Toni Lesnicky
- Chris Pratt - Officier Roman Duda
- Juno Ruddell - Officier Warzak
- Kyle Gallner - Colin Gray
- Sal Cortez - Chas
- Ryan Levine - Mick
- Juan Riedinger - Dirk
- Colin Askey - Toetsenist Low Shoulder
- Josh Emerson - Jonas Kozelle
- Nicole Leduc - Camille
- Valerie Tian - Chastity
- Allison Janney - Mrs. Dove
- Carrie Genzel - Mrs. Check
- Cynthia Stevenson - Chips moeder
- Lance Henriksen - Passerende motorrijder (onvermeld)

## Productie
Scenarioschrijfster en voormalig stripper Diablo Cody schreef het scenario in 2006 met Jason Reitman. De twee werkten eerder samen aan Juno (2007), een film die in 2008 een enorm succes werd. In oktober 2007 kocht Fox Atomic de rechten van de film en had onmiddellijk Fox in gedachten voor de titelrol. Ze werd nog dezelfde maand geselecteerd. Dit gebeurde nog voordat een regisseur werd aangewezen, hetgeen ongebruikelijk is voor een film. Kamusa werd in januari 2008 aangesteld om die rol te vullen.
Seyfried werd in februari 2008 aangekondigd als de tweede actrice. Ze kreeg op dat moment al publiciteit voor haar rol tegenover Meryl Streep in Mamma Mia! (2008). Hierna werd er gezocht naar een acteur voor de rol van Nikolai, de zanger van de satanische rockband. De makers hadden in eerste instantie zangers uit echte rockbands in gedachten, zoals Pete Wentz van Fall Out Boy of Joel Madden van Good Charlotte. Ook acteur Chad Michael Murray was een sterke kandidaat. In maart 2008 werd gedacht dat Johnny Simmons de rol had gekregen. Later bleek echter dat Simmons de rol van Chip had gekregen en acteur Brody die van Nikolai. Brody vertelde dat hij de rol persoonlijk kreeg aangeboden.
De opnamen gingen in maart 2008 van start. In april 2008 kwam de film in de publiciteit toen werd bekendgemaakt dat Fox een naaktscène heeft in de film. Foto's hiervan die achter de schermen waren gemaakt, werden over het internet verspreid. In augustus 2008 kwam het nieuws dat deze scène uit de film werd verwijderd. In mei 2008 was de laatste draaidag in Vancouver. Al onmiddellijk werden er door Cody plannen gemaakt voor een sequel.
Fox vertelde in een interview dat de filmmakers trouw bleven aan Cody's originele scenario. Omdat de schrijfster een Oscar had gewonnen, kregen de acteurs geen toestemming om te improviseren. De enige inbreng die de actrice leverde achter de schermen, was het idee dat haar personage misbruikt zou zijn door haar vader en daarom een hekel had aan jongens. Fox hoopte hiermee zichzelf te bewijzen actrice. Ze brak namelijk door met Transformers (2007), een film waarin het acteerwerk niet van groot belang was. Ze gaf later toe dat ze tijdens de opnamen van Jennifer's Body geobsedeerd raakte door haar imago en daarom veel verloor in gewicht. Ze werd uiteindelijk zo dun, dat ze last kreeg van haarverlies.
In april 2009 kwam het nieuws dat Jennifer's Body distributeur Fox Atomic werd gesloten. Er werd gehoopt dat de opbrengst van onder andere Jennifer's Body de filmmaatschappij toch nog levend zou kunnen houden. Een maand later werd echter bekendgemaakt dat de film vanaf dan gefinancierd en uitgebracht zou worden door Boom Studios.

### Ontvangst
Jennifer's Body werd niet goed ontvangen door critici. De film scoort 42% aan goede beoordelingen op Rotten Tomatoes. De film heeft een score van 44 op Metacritic. Ook de Nederlandse recensies zijn overwegend negatief.